# 5171 Augustesen
5171 Augustesen è un asteroide della fascia principale. Scoperto nel 1987, presenta un'orbita caratterizzata da un semiasse maggiore pari a 2,4255551 au e da un'eccentricità di 0,1325632, inclinata di 7,08610° rispetto all'eclittica.
L'asteroide è dedicato all'astronomo danese Karl Augustesen.
L'eponimo Augustesen era stato erroneamente attribuito al corpo (6002) 1988 RO per poi essere riassegnato a questo oggetto.